# Matija Evetović
Matija Evetović (Aljmaš, 24. veljače 1894. - Subotica, 2. srpnja 1972.) je bački hrvatski znanstvenik i književnik. Na izmaku stoljeća obitelj Matije Evetovića se (1898.) preseljava u Suboticu, gdje on pohađa pučku školu i šest razreda gimnazije, a zatim nastavlja školovanje u Travniku, do mature. Studij je završio u Zagrebu 1921. godine, na Filozofskom fakultetu, ondje je 31. siječnja 1923. obranio doktorsku radnju. Između dva svjetska rata je gimnazijski profesor (1922. – 1926.), potom jedno vrijeme dogradonačelnik Subotice (1926. – 1928.), a zatim savjetnik Kulturno-socijalno odjela Subotice sve do 12. travnja 1941. godine. Nakon II. svjetskog rata ravnatelj je Muške gimnazije u Subotici, a od 1948. godine pročelnik Gradskog muzeja, potpuno predan uspostavi novoosnovane institucije u kulturi grada, u kojoj ostaje do odlaska u mirovinu 1. siječnja 1953. godine. 
Surađivao je u Književnom severu, Klasju naših ravni, Subotičkim novinama i Danici, za Hrvatsku enciklopediju Mate Ujevića napisao je tekstove Bunjevačko narječje, Bunjevačko školstvo, Ime Bunjevac, te Vjerske i crkvene prilike. Ovi su enciklopedijski članci uistinu sažetak Evetovićevih istraživanja i znanstvene spoznaje do koje dolazi tijekom dva desetljeća dok prikuplja i izučava građu za pisanje svoga kapitalnog djela Kulturna povijest bunjevačkih i šokačkih Hrvata. 
O kapitalnom djelu dr. Matije Evteovića Kulturna povijest bunjevačkih i šokačkih Hrvata, dr. sc. Sanja Vulić je napisala: «Kao što je za hrvatski narod u cjelini velika šteta što hrvatski prijevod Svetoga pisma iz pera Bartola Kašića nije tiskan u vrijeme kada je napisan (nego stoljećima poslije), tako je i za Hrvate u Bačkoj velika i neprocjenjiva šteta što Kulturna povijest bunjevačkih i šokačkih Hrvata nije objavljena kada je napisana nego je dugi niz desetljeća ostala u rukopisu, daleko od očiju javnosti. Kao što bi Kašićev prijevod Svetoga pisma najvjerojatnije bio usmjerio razvoj hrvatskoga književnoga i poslije normiranoga jezika u drugom pravcu, tako bi i Evetovićevo djelo odigralo iznimno važnu ulogu u jačanju nacionalne svijesti Hrvata u Bačkoj, pa danas ne bi bilo Bunjevaca nehrvata, ili bi im broj bio zanemariv. Jednostavno nije bilo sreće. Svoje kapitalno djelo, koje je s toliko pomnje, ljubavi i istraživačke predanosti dugo stvarao, Evetović je dovršio u nesretnom povijesnom trenutku, početkom g. 1941. U svojoj Uvodnoj riječi Evetović piše: «Neka Bog da, da ova knjiga urodi korisnim i dobrim plodom: da se u borbi za svoje pravo i svoj narodni ponos ugledamo u svijetle primjere naših pređa.» Da knjiga nije ostala u rukopisu, ta bi se njegova želja sigurno i ostvarila. Ovako su se čitatelji mogli početi upoznavati s ovim Evetovićevim djelom tek u novije vrijeme, kada se djelo počelo objavljivati u nastavcima u časopisu Klasje naših ravni. Svakomu tko pročita Evetovićevu Kulturnu povijest bunjevačkih i šokačkih Hrvata postaje savršeno jasno zašto je u Jugoslaviji ta znanstvena monografija bila osuđena na neobjavljivanje».
Nakon drugog svjetskog rata bio je davatelj podataka Jurju Andrassyju kod rješavanja pitanja Bajskog trokuta 1945. godine. Te je godine Federalna Hrvatska izaslala Jurja Andrassyja, a suradnici su mu za sjeveroistočne granice Hrvatske, odnosno za područje Bajskog trokuta bili su Blaško Rajić, Grga Skenderović i Vinko Žganec. Da bi se prikupilo podatke u svezi s mogućim novim razgraničenjem s Mađarskom, odnosno da bi se pomoglo uključiti Bajski trokuta u novu Jugoslaviju na osnovi gospodarskog, prometnog i etnografskog interesa, angažiralo se dobavljače podataka. Tu su bili stručnjaci i lokalci (v. Antifašistički front Slavena u Mađarskoj). Od stručnjaka bili su tu Mihovil Katanec i Matija Evetović, Lajčo Jaramazović, Mato Škrabalo i drugi. S druge strane bio je Antun Karagić iz Gare. Nepovoljne političke okolnosti, sovjetsko protivljenje, nezainteresiranost jugoslavenskog državnog vrha odnosno kasnija odluka Vlade DF Jugoslavije da neće pokretati pitanje granice prema Mađarskoj ako Mađarska osigura jugoslavenskim manjinama autonomna prava u sferi kulture i obrazovanja, dovela je do toga da se pitanje tih granica više nikad nije pokretalo, a zatim kasniji sukob sa Staljinom, rezolucija Informbiroa zacementiralo je stanje.

## Djela
- Život i rad biskupa Ivana Antunovića, narodnog preporoditelja, Subotica, 1935.
- Život i rad Paje Kujundžića, u: Subotičke novine, god. XXI.-XXII. od br. 36., 6. rujna 1940., do br. 14., 4. travnja 1941.
- Kulturna povijest bunjevačkih i šokačkih Hrvata, u: Klasje naših ravni, od sveska 1. – 2., 2002. do sveska 11. – 12., 2009.
- Kulturna povijest bunjevačkih i šokačkih Hrvata, Subotica, 2010. - nakladom NIU Hrvatska riječ
- Ponizna je moja pjesma (izbor iz pjesništva Matije Evetovića), Klasje naših ravni, 7. – 8., 2010., 44. – 47.

## Vanjske poveznice
- Antologija poezije bunjevačkih Hrvata  Arhivirana inačica izvorne stranice od 17. travnja 2008. (Wayback Machine)
- [neaktivna poveznica]
- Croatian History Matija Evetović: Kulturna povijest bunjevačkih i šokačkih Hrvata (studija)